# Fusarium austroamericanum
Fusarium austroamericanum är en svampart som beskrevs av T. Aoki, Kistler, Geiser & O'Donnell 2004. Fusarium austroamericanum ingår i släktet Fusarium och familjen Nectriaceae.   Inga underarter finns listade i Catalogue of Life.